# Saint-André-sur-Cailly
Saint-André-sur-Cailly é uma comuna francesa na região administrativa da Normandia, no departamento de Sena Marítimo. Estende-se por uma área de 12,23 km². Em 2010 a comuna tinha 866 habitantes (densidade: 70,8 hab./km²).